# Joan Cornellà
Joan Cornellà Vázquez (Barcelona, 11 januari 1981) is een Catalaans stripauteur. Hij tekent korte strips met zwarte humor.

## Biografie
Joan Cornellà Vázquez studeerde af in schone kunsten aan de universiteit van Barcelona. Hij publiceerde in kranten als La cultura del Duodeno, El Periódico, Ara en The New York Times.
In 2009 won hij de derde editie van de Josep Coll prijs met zijn album 'Abulio', dat een jaar later werd gepubliceerd en uitgegeven door Glénat.
In 2010 begon hij cartoons te tekenen en te schrijven voor het Spaanse tijdschrift El Jueves.
Fracasa Major, een stripreeks van Cornellà gepubliceerd in zwart-en wit, werd in 2012 gepubliceerd en uitgegeven. Het meeste materiaal was eerder niet gepubliceerd, alhoewel sommige cartoons daarvoor al in El Jueves waren verschenen.
In 2013 verscheen er een nieuw album, ditmaal door Cornellà zelf gepubliceerd en uitgegeven door Bang Ediciones.
Zijn nieuwste album verscheen begin juli 2015.

## Stijl
Cornellà is het bekendste van zijn titelloze en tekstloze gagstrips die online worden gepubliceerd. De retro-tekenstijl met vrolijke kleuren contrasteert sterk met de zwarte en vaak absurde humor van de strips. Verminking en brutaal geweld zijn weerkerende thema's.
Bij zijn krantenwerk zijn de tekeningen meestal wat gedetailleerder en spreken de personages wel met elkaar. Vaak worden deze strips in zwart-wit uitgegeven.